# بالاکیشی عرب‌لینسکی
بالاکیشی عرب‌لینسکی (ترکی آذربایجانی: Balakişi Ərəblinski Əlibəy oğlu؛ 1828 – ۱۹۰۲ (۷۳−۷۴ سال)) فرد نظامی آوار تبار اهل امپراتوری روسیه و فرمانده نظامی ارتش روسیه بود.
وی همچنین برندهٔ جوایزی همچون نشان آنای مقدس (سنت آنا) شده‌است.